# La France audacieuse
Pour les articles homonymes, voir LFA.
La France audacieuse (LFA) est un parti politique français, classé au centre droit sur l'échiquier politique.
LFA est fondée en octobre 2017 par Christian Estrosi, maire de Nice, en tant que mouvement d'élus locaux, avec plusieurs personnalités de droite telles que Jean-Luc Moudenc, Arnaud Robinet, Hubert Falco, Christophe Béchu, Arnaud Péricard ou Jean Rottner. La France audacieuse devient un parti en 2020. Sur l’échiquier politique, il figure comme intermédiaire entre le parti Horizons (d’Édouard Philippe) et Les Républicains (LR).

## Histoire

### Lancement
Le 14 octobre 2017, Christian Estrosi, maire Les Républicains de Nice, lance un mouvement d'élus locaux qu'il baptise « La France audacieuse »,,. Or ce nom est déjà celui d'un groupe de réflexion de la société civile, actif depuis 2016, qui mène des études de fond sur le développement durable et l'économie sociale. Le lancement du mouvement de Christian Estrosi est donc entaché par des accusations de plagiat, fortement relayées sur Twitter et dans les médias,.
À travers l'objet de l'association, Christian Estrosi souhaite « apporter un renouveau dans la vie politique française en organisant la voix des territoires et en portant la voix des citoyens pour permettre l'élaboration d'une vie démocratique plus participative et plus représentative ».

### Transformation en parti politique

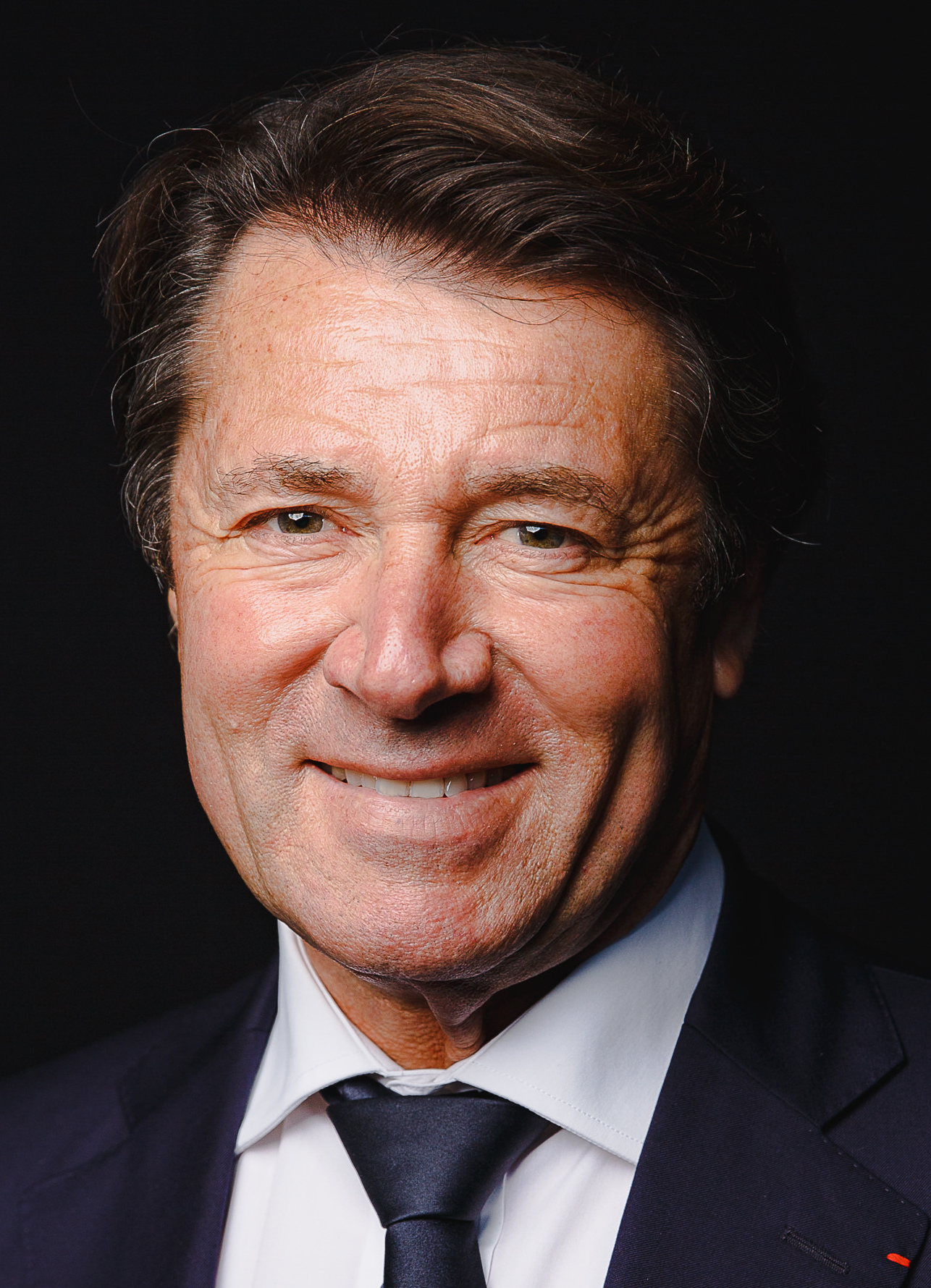
Christian Estrosi, fondateur et premier délégué général de La France audacieuse.

Le 22 septembre 2020, Christian Estrosi annonce lors d'une assemblée générale la transformation de son mouvement en parti politique pour « faire entendre la voix des territoires » et « peser » dans le débat politique,. Elle s'accompagne de la création d'une association de financement et devient un parti politique enregistré par la Commission nationale des comptes de campagne et des financements politiques (CNCCFP).
La France audacieuse accepte la double appartenance de ses membres avec les partis politiques traditionnels. Le mouvement est présenté souvent comme Macron-compatible,, revendiquant vouloir accompagner les réformes du gouvernement de sa présidence.
En décembre 2021, son fondateur Christian Estrosi rejoint le parti politique Horizons, membre de la majorité présidentielle aux élections législatives de 2022 et fondé par l'ancien Premier ministre Édouard Philippe.

## Participation électorale
La France audacieuse revendique 15 000 adhérents et 1 200 élus locaux en 2021. Aux élections régionales de 2021, elle présente 40 candidats sur des listes de toutes tendances partisanes.